# City Protocol
City Protocol és un marc de treball, de caràcter obert i global per facilitar una anàlisi estructurada de l'acompliment i millora en la sostenibilitat del medi ambient, la competitivitat econòmica, la qualitat de vida, i els serveis de la ciutat. Aquest nou enfocament, actualment en construcció, està basat en la idea d'incorporar les Tecnologies de la Informació i la Comunicació junt amb les ciències naturals en el redisseny dels models de planificació i gestió dels serveis urbans.
La iniciativa aglutina els esforços de companyies, ajuntaments, centres tecnològics, universitats i societat civil per modelar els serveis ciutadans del futur. Seguint l'exemple passat de l'Internet Protocol i de la Internet Society busca la definició d'una governança dels models de ciutat que permeti unificar i estandarditzar les TIC com a element transversal que generi sinergies i coneixement cooperatiu entre diferents àrees que fins ara han treballat al servei de les ciutats de forma independent, a fi d'obtenir més eficiència dels serveis públics, millorar la sostenibilitat ambiental, alhora que ofereix més oportunitats per a les persones i empreses.
La iniciativa neix amb la implicació d'urbanistes, universitats i empreses de tot el món que comparteixen inquietuds i interessos en la recerca d'una nova visió de les ciutats del futur. Va realitzar el seu primer congrés a la ciutat de Barcelona el juliol de 2012, amb la participació de més de 200 professionals de 33 ciutats, 15 universitats i més de 40 institucions i empreses.

## Objectius
El City Protocol té cinc objectius bàsics:
1. Facilitar i fomentar una nova ciència de la ciutat
2. Establir un marc de cooperació entre el consistori municipal, empreses i universitats i organitzacions
3. Dirigir i preparar el futur de les ciutats
4. Comprendre les forces motrius comuns de l'evolució urbana i trobar espais comuns de solució per canviar les regles de joc
5. Trobar oportunitats econòmiques innovadores i sinergies, i oferir productes i serveis de valor afegit.

## Agenda
El procés de desenvolupament del City Protocol es lidera des de la City Protocol Society que té el compromís de liderar, mitjançant els responsables del disseny i de la gestió de l'operació del dia a dia dels serveis urbans. Només essent rellevant per a les comunitats i ajudant-les en la seva interacció és com les ciutats poden avançar a major ritme, i amb major impacte social. L'atenció de la City Protocol Society se centrarà en la interdependència entre els sistemes de la ciutat, la col·laboració entre els actors de les ciutats, i el potencial de la col·laboració entre ciutats innovadores.
Així, el programa de treball posa èmfasi en els processos que permetin involucrar els líders de les ciutats, la indústria i les institucions - especialment en establir l'agenda, la direcció, col·laboració i seguiment del treballs, a través d'equips de treball sobre aspectes específics.
El City Protocol es desenvoluparà per etapes amb una durada d'uns 18 mesos:
- Etapa 1: juliol de 2012: creació d'un grup reduït de ciutats capdavanteres, institucions, empreses i sectors acadèmics per tal d'arribar a un acord sobre la necessitat de la iniciativa i donar forma a la City Protocol Society
- Etapa 2: novembre de 2012: es construirà un acord sobre els principis, l'enfocament, el compromís i la forma per la qual la societat ha d'actuar i els objectius i l'esquema de contingut que cal abordar
- Etapa 3: novembre de 2013: establir, des dels principals participants compromesos, uns primers productes tangibles que la societat pugui percebre com a mostra significativa de valor
- Etapa 4: a partir de 2014: refinar el funcionament de l'organització per assegurar la seva dimensió apropiada i el seu modus operandi.

## Protocol
El City Protocol s'està desenvolupant a través d'una comunitat: una associació de ciutats, empreses, institucions acadèmiques, organitzacions i la societat civil que participa assumint la representació de les organitzacions que els donen suport. Tots aquests actors clau constitueixen la Societat del Protocol de Ciutats (City Protocol Society).
Només a través de la construcció d'una coalició, amb les ciutats com a catalitzadores tant de les organitzacions com dels beneficiaris del procés, pot un projecte aspirar a assolir els objectius esmentats anteriorment. Les ciutats seran el focus central, per descomptat, per al City Protocol esdevé la "pedra angular" per al desenvolupament de la investigació de la ciutat, els ciutadans, com els seus habitants amb una imprescindible participació i implicació en el mateix procés. Les institucions acadèmiques ajudaran al desenvolupament del City Protocol mitjançant l'exploració de noves àrees emergents sobre les ciutats.